# Soundboy
Soundboy è l'album di debutto di Entics, pubblicato il 20 settembre 2011 dalla Sony Music e prodotto dall'etichetta Tempi Duri Records del rapper Fabri Fibra. L'album debutta alla posizione numero 4 della classifica italiana.

## Tracce
1. Dicono di me - 2:23
2. Soundboy (feat. Boomdabash) - 3:31
3. Click - 3:17
4. Quanto sei bella - 3:57
5. In un secondo - 3:58
6. Pronti a fare jam - 3:35
7. Telephone call - 3:20
8. Fai la chat (feat. Jake La Furia) - 3:12
9. Voglio fare i $ (feat. Marracash) - 4:19
10. Il mio mixtape (feat. Fabri Fibra e Romina Falconi) - 4:49
11. Faccio su - 4:56
12. Quanti no - 4:34
13. Marijuana - 3:33
14. Equilibrio (feat. Ensi) - 3:51
15. Vuoi fare un giro - 3:48
16. In aria (feat. Gué Pequeno) - 3:19
17. Ganja Chanel (Album Version) - 3:42
18. Milano City - 3:56 (disponibile come bonus track solo su iTunes)

## Classifiche
| Classifica (2011) | Posizione massima |
| ----------------- | ----------------- |
| Italia            | 4                 |